# Museo archeologico nazionale di Orvieto
Il Museo archeologico nazionale di Orvieto è un museo con sede ad Orvieto, in piazza Duomo, nel Palazzo Papale, edificio risalente alla fine del Duecento.
Dal dicembre 2014 il Ministero per i beni e le attività culturali lo gestisce tramite il Polo museale dell'Umbria, nel dicembre 2019 divenuto Direzione regionale Musei.

## Descrizione
Conserva reperti provenienti dalle aree archeologiche, prima tra tutte la necropoli etrusca, scoperte nei dintorni della città. In due sale sono stati ricomposti affreschi provenienti da due tombe etrusche (probabilmente dalla necropoli dei Settecamini) (nelle cosiddette copie delle Tombe Golini).
Alcuni materiali (ceramiche, bronzi, monili, ecc.) provengono dalle Necropoli del Crocifisso del Tufo e di Cannicella, necropoli site nei dintorni di Orvieto.